# Trichoniscus alexandrae
Trichoniscus alexandrae is een pissebed uit de familie Trichoniscidae. De wetenschappelijke naam van de soort is voor het eerst geldig gepubliceerd in 1978 door Caruso.